# جامعة جنوب الدنمارك
جامعة جنوب الدنمارك (باللغة الدنماركية:Syddansk Universitet) هي ثالث أكبر جامعة في الدنمارك بعد جامعة كوبنهاغن وجامعة آرهوس. وتقع الجامعة في مدينة أودنسه, وللجامعة فروع أخرى في مدن أخرى منها العاصمة كوبنهاغن. يبلغ عدد طلاب الجامعة 20000 طالب.
تاسست الجامعة في عام 1966 باسم جامعة اودنسة، وفي عام 1998 تم دمج الجامعة مع مؤسسات تعليمية أخرى لتكوين الجامعة الحالية.

## الكليات
- كلية العلوم الإنسانية
- كلية العلوم الطبيعية
- كلية العلوم الاجتماعية
- كلية العلوم الصحية.
- كلية الهندسة

لا تتكون الكليات من اقسام في الجامعة ولكن تتكون من معاهد ومراكز.
و يوجد هنالك معاهد منفصلة عن الكليات تعني بمجالات مثل القضاء والسياحة الخ.

## وصلات خارجية
- موقع جامعة جنوب الدنمارك (باللغتين الدنماركية والإنجليزية)